# Nieciesławice
Nieciesławice – wieś w Polsce, położona w województwie świętokrzyskim, w powiecie buskim, w gminie Tuczępy.
W latach 1975–1998 miejscowość administracyjnie należała do województwa kieleckiego.

## Dawne części wsi – obiekty fizjograficzne
W latach 70. XX wieku przyporządkowano i opracowano spis lokalnych części integralnych dla Nieciesławic zawarty w tabeli 1.

| Nazwa wsi – miasta | Nazwy części wsi – miasta | Nazwy obiektów fizjograficznych – charakter obiektu |
| ------------------ | ------------------------- | --- |
| I. Gromada TUCZĘPY |                           | |
| 1. Nieciesławice   | 1. Połać 2. Ratusz        | 1. Błonia — pola 2. Dziewięć — pole 3. Hektary — pole 4. Piachy — pole 5. Przymiary — pole 6. Skały — pole 7. Szerokie — pole 8. Wąskie — pole 9. Wschodnia — łąki 10. Wyręby — pole 11. Zagrzebce — pastwisko |

## Historia
Nieciesławice wieś wymieniona przez Długosza w L.B. t.II s.447 jako „Naczasslawicze”. Według jego opisu były tu łany kmiece z których dziesięcina oddawana była do Tuczęp.
Tu wychowywał się Hugo Kołłątaj, znakomity mąż stanu i publicysta z epoki sejmu czteroletniego i powstania kościuszkowskiego 1794 r.
W wieku XIX wieś w powiecie stopnickim, gminie i parafii Tuczępy położona na lewo od drogi bitej ze Stopnicy do Staszowa, o 8 wiorst od Stopnicy.
W 1827 r. było domów 23, mieszkańców 207.

W roku 1883  folwark i wieś Nieciesławice posiadały rozległość 625 mórg. W uprawach stosowano płodozmian 6 i 8 polowy.
 
Wieś Nieciesławice osad 34, z gruntem mórg 132.(Opis dostarcza Bronisław Chlebowski w t.VII s.50 SgKP)
Według danych ze spisu powszechnego z roku 1921 w folwarku Nieciesławice było 5 budynków 48 mieszkańców, natomiast we wsi Nieciesławice 43 budynki zamieszkałe przez 234 mieszkańców w tym 6 pochodzenia żydowskiego.(Dane wg spisu powszechnego z r. 1921)

## Zabytki
Pozostałości parku dworskiego z XIX w., wpisane do rejestru zabytków nieruchomych (nr rej.: A.78 z 8.02.1958).

## Literatura
1. Kaczmarek Leon (red. nauk. zeszytu), Taszycki Witold (red. nauk. wyd.): Urzędowe Nazwy miejscowości i obiektów fizjograficznych. 33. Powiat staszowski województwo kieleckie. Komisja ustalania nazw miejscowości i obiektów fizjograficznych (do użytku służbowego). Z: 33. Warszawa: Urząd Rady Ministrów. Biuro do Spraw Prezydiów Rad Narodowych, 1970. Brak numerów stron w książce